# 은산 정득열 묘 및 비
은산 정득열 묘 및 비는 충청남도 부여군 은산면에 있다. 2001년 1월 3일 부여군의 향토문화유산 제48호로 지정되었다.